# Gargoyles
Gargoyles (Gargoyles, héroes mitológicos en España, y Gárgolas, héroes góticos en Hispanoamérica) es una serie animada estadounidense creada por Greg Weisman, producida por Greg Weisman y Frank Paur y emitida desde el 24 de octubre de 1994 hasta el 15 de febrero de 1997. Fue concebida como una de las series de animación de Disney más ambiciosas, apuntando a un público más maduro.
La serie es conocida por su complejo arco histórico y el drama. Un claro ejemplo de esto es el capítulo Fuerza Mortal de la primera temporada, el cual muestra las consecuencias de la violencia con armas, incluyendo una escena explícita de herida de bala. El desarrollo de los personajes se puede ver claramente a lo largo de la serie. En el transcurso de la serie, los episodios estaban relacionados con historias medievales, particularmente con reyes y princesas de la historia escocesa antigua, y también con la mitología de carácter mundial, como por ejemplo el Rey Arturo y la mitología nórdica, además de obras de William Shakespeare, particularmente El sueño de una noche de verano y Macbeth.
Durante la segunda temporada, la voz de Keith David se puede escuchar en el opening de la serie diciendo lo siguiente:
One thousand years ago, superstition and the sword ruled. It was a time of darkness. It was a world of fear. It was the age of gargoyles. Stone by day, warriors by night, we were betrayed by the humans we had sworn to protect, frozen in stone by a magic spell for a thousand years. Now, here in Manhattan, the spell is broken, and we live again! We are defenders of the night. We are Gargoyles!
La traducción de España comenzaba así:
Hace mil años, el mundo se regía por la superstición y la espada. Era una época de oscurantismo, un mundo de terror. La era de las gárgolas. Estatuas de piedra de día, guerreros de noche, fuimos traicionados por los humanos a los que juramos proteger y transformados en fría piedra durante un milenio por culpa de un hechizo. Ahora, aquí en Manhattan, el hechizo se ha roto ¡y hemos vuelto a la vida! Somos los defensores de la noche. ¡Somos Gárgolas!
En la traducción de Hispanoamérica decía así:
Hace mil años, la superstición y la espada gobernaban. Era un mundo oscuro, un mundo de terror. Era época de gárgolas. Piedra de día, guerreros de noche, fuimos traicionados por los humanos que habíamos jurado proteger, congelados en piedra por un hechizo mágico durante mil años. Ahora, aquí en Manhattan, el hechizo se ha roto y ¡vivimos de nuevo! Somos defensores de la noche. ¡Somos Gárgolas!
Cuando se canceló la serie, los fanes incitaron a Disney a que sacara nuevo material. Esto ocurrió hace unos años, en 2008, con la serie continuando en forma de un cómic del mismo nombre, escrito por Weisman y producido por Slave Labor Graphics, aunque por desgracia solo aguantó doce números por problemas con la editorial y el dibujante, que hacían que la periodicidad de publicación fuese muy irregular, los últimos números no llegaron a ser publicados hasta que se lanzó al mercado el segundo tomo recopilatorio. La serie se ha emitido en reiteradas ocasiones.

## Resumen
La serie presenta a un clan de criaturas guerreras conocidas como gárgolas, que se vuelven de piedra durante el día. Dirigidos por su líder Goliath en el año 994 d. C., protegen el castillo Wyvern y a sus residentes humanos en la costa de Escocia hasta que una traición causa la masacre del clan y un hechizo mágico fuerza a los sobrevivientes a dormir en piedra hasta que el castillo se eleve por sobre las nubes. En 1994, un milmillonario llamado David Xanatos compra el castillo y lo traslada a su rascacielos de Nueva York, rompiendo el hechizo. Despertando en el Manhattan actual, las gárgolas se deben adaptar a este nuevo mundo y deciden proteger a los ciudadanos de Nueva York. Ahora bien, debido a su aspecto, mucha gente les teme, prácticamente todos... excepto Elisa Maza, una joven detective que ayudará a las gárgolas a integrarse en esta nueva época.

## Personajes
En la serie se presentan muchas gárgolas, humanos y criaturas sacadas de la mitología y la superstición. Aunque los creadores de la serie la consideran como un rompecabezas, las historias principalmente tienen que ver con Goliath y su clan. Los personajes principales de la serie son:
- Goliath: Es la única gárgola que tenía nombre propio; los humanos le dieron el nombre gracias a sus dotes para la lucha y su gran tamaño. Tiene además una gran capacidad de liderazgo, es muy culto (en algunos capítulos se nota su interés por la lectura) y se requiere hacer un acto muy despiadado para hacerle perder el juicio. Exteriormente es una gárgola enorme y muy musculosa de color morado con una melena completamente negra. Con el tiempo Elisa y él se van enamorando el uno del otro, aunque saben que su relación es imposible. En el pasado fue el compañero de Démona y su gran amor. Juntos tuvieron una hija llamada Ángela con quien se reunió en el presente cuando ella decide integrarse a su clan, sin embargo descubrir que son padre e hija causó alguna tensión durante un tiempo ya que para las gárgolas los lazos sanguíneos son irrelevantes porque todo el clan actúa como una familia, mientras que Ángela fue criada por humanos y comparte sus costumbres.

- Broadway es una gárgola azul y algo obesa, a diferencia de los demás. No hay nada que le guste más que la comida y aunque luego aprende a leer es analfabeto. No obstante es un excelente guerrero y de muy buen corazón. La amistad que entabla con Elisa es más profunda que la que tienen sus dos compañeros, desde que le disparase sin querer a principios de la serie. Al final de la segunda temporada entabla una relación con Ángela, la hija de Goliath.

- Brooklyn es una gárgola roja con una gran melena blanca, dos cuernos y el hocico alargado. Nombrado por Goliath como segundo al mando ha demostrado en ocasiones sus dotes de líder, aunque hayan sido pocas. Siente un odio especial hacia Démona desde que esta le utilizó para hechizar a Goliath en un capítulo y tiene un fuerte vínculo con los mutantes liderados por Talon, en especial con Maggie. Durante la ausencia de Goliath (por su viaje a Avalon), es designado líder del clan de Nueva York por el propio Goliath, hasta el regreso de este.

- Lexington es la gárgola más pequeña de todas. Aunque no es malo en el campo de batalla, su especialidad es la informática; aprende rápidamente a manejar ordenadores y demás aparatos tecnológicos; es también un experto en la mecánica, siendo capaz de construir una moto con piezas de recambio. Esto le ha permitido ser muy útil a su clan en muchas ocasiones. La ira que Brooklyn siente por Démona es la misma que Lexington siente por La Banda, pues sus integrantes le utilizaron en una ocasión. A diferencia de sus compañeros sus alas no son un tercerpar de extremidades sino membranas conectadas desde sus brazos a los costados de su torso.

- Hudson: Es la gárgola más anciana que quedaba viva del grupo, tenía una cicatriz en un ojo y era el sabio que guiaba a Goliath en sus misiones. Además de antes haber sido líder del Clan. Es la única gárgola, exceptuando a Ángela que fue criada por humanos, que usa ropa y un arma para combatir.

- Bronx: Es la gárgola mastín que acompañaba a Goliath y sus amigos en sus misiones y, a pesar de su apariencia, les fue vital en más de una ocasión. Aunque puede ser brutal y salvaje a la hora de combatir en la vida cotidiana es dócil y muy juguetón. Es la única gárgola que no puede planear ya que carece de alas.

- Elisa Maza: Agente de policía que conoció a Goliath y sus amigos a su llegada en Manhattan y simpatiza con ellos, especialmente con Goliath. Decidió guardarles su secreto protegiéndoles en la torre del castillo de David Xanatos primero, y luego en la torre del reloj sobre la comisaría de policía donde ella trabajaría hasta el final. Además, siempre participaría en sus misiones. Goliath siempre estuvo enamorado de ella y ella, en cierta forma, le correspondía. Su amor siempre fue parte de la magia de la serie hasta el final. Su hermano Derek, manipulado por Xanatos, acabaría cayendo víctima de sus experimentos y convertido en Talon, el líder de un grupo de mutantes con sede en las alcantarillas.

- David Xanatos: Era el villano principal de la serie prácticamente hasta el final de la serie, pero en los últimos episodios de la segunda temporada, gracias a que Goliath salvó a su hijo, después de haberle salvado la vida y perdonado en multitud de ocasiones, decidíó retirarse del mundo criminal para iniciar una nueva vida familiar con su esposa y su hijo, y compensar todos sus errores del pasado ayudando a Goliath a integrarse en Manhattan y ser aceptado por la sociedad. Su nombre David procedía de la Biblia, ya que David fue quien derrotó a Goliath, y su apellido Xanatos venía de Thanatos, en griego, que significa Muerte.

- Démona: Fue la compañera y pareja de Goliath, y su gran amor, bautizada por Macbeth, quien consiguió que se uniera al bando de los malos tras sentir ella que Goliath había traicionado a su especie junto a su gran odio por la raza humana, por haber traicionado a su Clan. Pero poco duró en el bando de Xanatos y acabaría separándose e iniciando una vida delictiva, y llena de odio hacia las gárgolas y los humanos, y siempre encaminada a la destrucción de la humanidad, a veces sola, a veces de nuevo aliada con Xanatos y, otras veces, inevitablemente atada a su compañero de amor/odio MacBeth. Al final de la serie, Démona encontraría la paz consigo misma gracias a la única "persona" que ha conseguido llegar a su corazón: su propia hija Angela.

- Ángela: La hija descubierta de Goliath y Demona en Avalon. Cuando Goliath y su grupo fueron maldecidos hace mil años, los sobrevivientes del castillo Wyvern, como enmienda al trato injusto y la maldición lanzada sobre ellos juraron proteger los huevos del clan; por ello viajaron hasta la isla de Ávalon y se establecieron allí, donde los cuidaron una vez eclosionaron. Sin embargo, cuando el Archimago atacó a Avalon, y Goliat , Elisa y Bronx viajaron a enfrentarlo descubriendo que allí el tiempo pasaba más lento y solo habían pasado algunas décadas, siendo los huevos ahora muchachos jóvenes. Ángela decidió salir de la isla y se unió al bando de Goliath en su viaje para volver a Manhattan. En el correr de sus aventuras descubre que es hija biológica de Goliath y Démona y a menudo se obsesiona con la idea de recuperar a su madre y que se redima.

- Thailog: Es el clon maligno de Goliath, creado de su ADN pero educado con los conocimientos de Xanatos llegando a ser más inteligente que este, es muy similar a Goliath solo que de color negro y pelo blanco.

- Owen Burnett / Puck el Embustero: El mayordomo fiel de Xanatos, en realidad, no era otro que el hijo más peligroso del Rey Oberón de Avalon: Puck el Embustero, que se había infiltrado a espaldas de Xanatos en su vida para sus propios asuntos. Puck fue quien hechizó a Démona para que fuera humana durante el día y, en el mismo episodio, utilizó el hechizo opuesto para convertir a Elisa en una gárgola (dicho hechizo se rompe al final del episodio).

- MacBeth: Unido por un hechizo a Démona, ninguno puede morir salvo que uno mate al otro. MacBeth aparece después de siglos inmortal para romper el lazo que le unía con Démona, pero ella cambiará sus planes. Se le conoce también en los 90 como Lennox MacDuff. Este nombre es la unión de los correspondientes dos personajes de la novela Macbeth de Shakespeare.

- Matt Bluestone: Es el compañero de Elisa en la comisaría, acabaría descubriendo el secreto de Elisa con las gárgolas y se dedicaría a investigar la leyenda de los míticos Illuminatti.

- Anton Sevarius: El chiflado científico de Xanatos, convirtió al hermano de Elisa junto a otras personas en mutantes imitaciones de las Gárgolas. Además creó un clon de Goliath llamado Thailog. Luego ambos crearían clones de todo el resto del Clan, además de una Gárgola del ADN combinado de Démona y Elisa.

- La Banda: Formada por Foxy, Dingo (a veces llamado Perro Salvaje), Lobo y los hermanos Chacal y Hiena, eran un grupo de acción protagonistas de shows y una serie de TV, creado en la sombra por Xanatos para ver de lo que eran capaces, y posteriormente convertidos en criminales, de nuevo por Xanatos, para engañar a las gárgolas. Con el tiempo, Xanatos y Foxy encontrarían el amor y tendrían un hijo, Alexander, que cambiaría sus vidas por completo. El grupo se disolvería y cada uno tomaría diferentes caminos: Los hermanos Chacal y Hiena seguirían siendo criminales, siendo secundarios en la historia y transformándose en cyborgs. Dingo volvería a su hogar, Australia, y llegaría a ser un héroe. Lobo mutaría y se volvería mitad lobo, y tendría una aparición importante junto a un hacha poseída por los espíritus de Hackon, ancestro del propio Lobo, y el Capitán de la Guardia. Foxy desarrollaría una transformación licántropo por el Ojo de Odín, capaz de transformar a su portador en su más pura esencia, que Xanatos le regalaría.

- Halcyon Renard: Padre y fundador de Cyberbiotics, también padre de Foxy, simpatizaría con las gárgolas. Preston Vogel, su ayudante, traicionaría a su amo. Puck creó su aspecto físico de Owen basándose en Preston.

- Coyote: Originalmente un robot idéntico a Xanatos creado para ayudar a la banda, fue destruido tras su primera aparición, y en varias ocasiones aparecía con un cuerpo robótico cada vez más perfeccionado, siempre conservando su deteriorada cabeza de Xanatos original.

- El Archimago: Enemigo mortal de Goliath y las gárgolas, regresa para vengarse de ellos con ayuda de las Extrañas Féminas, hijas del Rey Oberón y de los tres amuletos: La puerta de Fénix, que le daba el poder de viajar en el tiempo, por lo que hubo dos Archimagos, el Ojo de Odín, que lo convirtió en su esencia de un muy poderoso hechicero, y el Grimorum Arcanorum, el cual no podía entrar en Avalon por contener magia humana, así que el Archimago debió devorarlo.

- Los Cazadores: Tres hermanos descendientes del Rey Duncan I que regresan para vengarse por las muertes de su familia a manos de Démona durante años, considerando a las gárgolas una terrible amenaza para la humanidad. Al final, dos de ellos despertarían de su confusión al ver la bondad de las gárgolas, pero John Canmore, uno de los tres hermanos, seguiría convencido de la maldad de las gárgolas y fundaría él solo una sociedad anti gárgolas como si del Ku Klux Klan se tratara, todos armados de martillos. Ellos serían los verdaderos enemigos de las gárgolas en la tercera y última temporada. El primer cazador realmente fue un campesino, transformado en mercenario y dedicado a destruir gárgolas en venganza de Démona, quien desfiguró su rostro de un arañazo al ser descubierta robando frutas para su segundo Clan, formado por varias gárgolas errantes. La máscara de este campesino tenía su cicatriz bordada, y al morir él, la máscara fue llevada por Duncan I.

- Tony Dracon: Jefe de la mafia en Manhattan y enemigo número uno de Elisa desde antes de la aparición de las gárgolas, sería su mayor obsesión profesional.

- El Rey Oberon y sus hijos: considerada la tercera raza viva en el universo, junto al ser humano y las gárgolas, el Rey Oberon y sus hijos gobernaban la Tierra de Avalon. Era un dios y estaba casado con la Reina Titania, quien en realidad no era otra que Anastasia, la madre de Foxy que la abandonó cuando era niña. La obsesión de Oberon era la de reunir a todos sus hijos para iniciar una nueva era en el mundo. Sus hijos eran: las Hermanas Extrañas Phoebe, Selene y Luna; Puck el Embustero; Anubis; Banshee; Abuela; Cuervo el Tramposo; la araña Anansi la Tramposa; Arpía; La Dama del Lago; Odín; Sleipnir; Coyote el Tramposo; Pegaso; Centauro; Medusa; Gigante 1; Gigante 2. Entre otras variadas criaturas mitológicas. Varios de estos hijos tendrían una aparición importante.

- Coldstone, Coldfire y Coldsteel: El mejor amigo y hermano de mazmorra de Goliath que había muerto a manos de los vikingos en el Castillo Wyvern, fue resucitado por la tecnología de Xanatos y la magia negra de Démona, a base de restos de piedra de gárgolas destruidas mil años atrás y piezas robóticas del clan de acero, y convertido en un cyborg. Fue manipulado por Xanatos y Démona para destruir a Goliath, aunque nunca logró hacerle borrar sus recuerdos de amistad hacia él. En su cabeza se hallaba un conflicto emocional dividido en tres personalidades: la suya propia, la de su amada y la de su rival, quien deseaba a su amada y quería robársela, para lo cual trató de enfrentarlo con Goliath. Esto se debía que en su cuerpo se hallaban partes de estas 3 gárgolas. Xanatos, posteriormente, creó cuerpos cibernéticos para sus dos compañeros también. Su amada fue nombrada Coldfire y la personalidad perversa, Coldsteel. Traducido al español significan: Piedra Fría, Fuego Frío y Acero Frío. Hay que recordar que antes de ser puestos en estos cuerpos estas personalidades no tenían nombres pues vivieron en los tiempos del Castillo Wyvern y el arreglo de las gárgolas era que sólo el jefe del clan, quien estaba obligado a tratar con los humanos, tuviera nombre.

- Hackon y el Capitán de la Guardia: Hackon era un líder vikingo que deseaba conquistar el Castillo Wyvern, pero este deseo fue frustrado por las gárgolas. Por esto el capitán de la guardia traicionó a la gente de su castillo y a las Gárgolas dándole la clave de la victoria a Hackon: Atacar durante el día. Por esto la mayor parte del Clan fue destruido, aunque el capitán solo deseaba acabar con los líderes humanos, quedando solo Goliath, Démona, Hudson, Brodway, Brooklyn, Lexington y Bronx, además de los huevos del clan, de los cuales nacerían Ángela, la hija de Goliath y Démona, y Gabriel, notoriamente hijo de Coldstone y Coldfire, por su estructura igual al de él y sus cabellos rubios y alas idénticos a los de ella. Ambos aparecen en el presente como espíritus, en una primera oportunidad produciéndole alucinaciones a Goliath, buscando destruirlo para ellos volver a la vida mágicamente. Después de casi acerse con el cuerpo de Goliath, sus remordimientos y sus ganas de pedir perdón a Goliath hace que se arrepienta, y pide perdón a Goliath. Este le perdona, en una segunda vez que aparece, el primero aparece en el hacha portada por Lobo.

- Princesa Katharine, Magus y Tom: La princesa Katharine, del castillo Wyvern, desde pequeña odió a las gárgolas, porque creía erróneamente que Hudson había intentado asesinar a su padre, a pesar de que trataron de explicarle que el verdadero responsable del atentado fue el Archimago. El Mago Magus, quien obtenía su poder del libro que contenía toda la magia humana, el Grimorun Arcanorum, estaba enamorado de ella, y durante la conquista del castillo Wyvern por parte de Hackon, ella fue raptada, y Magus la creyó muerta. Culpando de esto a las gárgolas supervivientes, las hechizó a ser de piedra hasta que el castillo se elevara sobre las nubes. La hoja con el contrahechizo fue quemada por Hackon, por lo que al descubrir que la princesa estaba viva, no pudo liberar a las gárgolas. En perdón de esto él y la princesa Katharine llevaron los huevos del Clan a Avalon, donde nacerían Ángela y Gabriel. Tom era un niño pequeño que admiraba a las gárgolas, y acompañó a la princesa y a Magus a Avalon con los huevos. Debió separarse de su madre para entrar a Avalon. Ya que una hora de Avalon es un día en el mundo real, Tom pudo viajar a Manhattan para pedir ayuda a Goliath y su Clan, porque el Archimago, junto con Macbeth y Démona estaban atacando Avalon. Goliath viajó solo junto a Bronx y Elisa a Avalon. Para detenerlos, Elisa debió despertar al Rey Durmiente, el Rey Arturo Pendragon.

## Reparto
| Personaje      | Actor Original (EE. UU.) | Actor de voz (España) | Actor de voz (Hispanoamérica)            |
| -------------- | ------------------------ | --------------------- | ---------------------------------------- |
| Goliath        | Keith David              | Pablo Adán            | Mario Sauret (primeros capítulos)        |
| Goliath        | Keith David              | Pablo Adán            | Blas García (el resto)                   |
| Brooklyn       | Jeff Bennett             | Juan Antonio Arroyo   | Herman López                             |
| Owen           | Jeff Bennett             | José Padilla          | Jorge Roig Jr.                           |
| Owen           | Jeff Bennett             | José Padilla          | Roberto Molina                           |
| Eliza Maza     | Salli Richardson         | Ana María Marí        | Dulce Guerrero                           |
| Lexington      | Thom Adcox               | Iván Jara             | Carlos Íñigo                             |
| Hudson         | Edward Asner             | Juan Fernández        | Esteban Siller Garza (Primera temporada) |
| Hudson         | Edward Asner             | Juan Fernández        | Alejandro Villeli (Resto de la Serie)    |
| Broadway       | Bill Fagerbakke          | Abraham Aguilar       | Jorge Santos                             |
| Démona         | Marina Sirtis            | Ana Wagener           | Rocío Garcel                             |
| Ángela         | Brigitte Bako            | Victoria Angulo       | María Fernanda Morales                   |
| Ángela         | Brigitte Bako            | Victoria Angulo       | Rebeca Patiño                            |
| David Xanatos  | Jonathan Frakes          | Juan Antonio Gálvez   | Octavio Rojas                            |
| Anthony Dracon | Richard Grieco           | Luis Bajo             | Salvador Delgado                         |
| Anthony Dracon | Richard Grieco           | Luis Bajo             | Jesús Barrero                            |
| Dr. Sevarius   | Tim Curry                | Carlos Kaniowsky      | Martín Soto                              |
| Dr. Sevarius   | Tim Curry                | Carlos Kaniowsky      | José Luis Orozco                         |
| Griff          | Neil Dickson             | Eduardo Jover         | Salvador Delgado                         |
| Macbeth        | John Rhys-Davies         | Carlos Revilla        | Gerardo Reyero                           |

### El vínculo con Star Trek
Gargoyles tiene la particularidad de haber contado con varios actores de la serie Star Trek en el elenco de voces de la versión original en inglés. Algunos ejemplos son Démona, con la voz de Marina Sirtis y David Xanatos con la voz de Jonathan Frakes (la actriz interpretó a Deanna Troi y su compañero tuvo el papel de William Riker en The Next Generation), quienes aparecieron regularmente como miembros principales del reparto, como curiosidad el personaje David Xanatos tenía cierto parecido estético a Frakes en aquel tiempo. Otros actores de Star Trek tuvieron papeles recurrentes en Gargoyles, incluyendo a Michael Dorn quien expresó las voces de Coldstone y Taurus (el actor interpretó a Worf en The Next Generation y Deep Space Nine), Kate Mulgrew (quien interpretó a Kathryn Janeway en Voyager) dio voz a Titania, Nichelle Nichols (quien interpretó a Uhura en Star Trek) expresó la voz de Diane Maza, y Brent Spiner (quien interpretó a Data en The Next Generation) dio voz a Puck; mientras que los personajes Nokkar con la voz de Avery Brooks (Benjamin Sisko en Deep Space Nine), Mr. Dugan con la voz de Colm Meaney (quien interpretó a Miles O'Brien en The Next Generation y Deep Space Nine), y Anansi con la voz de LeVar Burton (Geordi La Forge en The Next Generation) hicieron apariciones episódicas. Otros actores de voz que hicieron apariciones episódicas fueron David Warner (Gorkon en Star Trek VI y Gul Madred en Chain of Command) que dio voz a El Archimago, Paul Winfield (quien interpretó a Clark Terrell en Star Trek II y Dathon en Darmok) expresó la voz de Jeffrey Robbins y John Rhys-Davies (quien interpretó a Leonardo da Vinci en Voyager) le dio voz a Macbeth.

## Episodios
Se hicieron un total de 78 capítulos de 22 minutos cada uno. Las primeras dos temporadas fueron emitidas en el programa Disney Afternoon. La tercera y última temporada fue emitida los sábados por la mañana en la cadena de ABC bajo el título Gargoyles: The Goliath Chronicles (Gárgolas: Las Crónicas de Goliath). Exceptuando el primer episodio de esta temporada, "El Viaje," y el episodio "Rocas vivientes" estos capítulos fueron producidos sin la interverción de Greg Weisman, por lo que no son considerados como oficiales por los fanes ni tampoco en el nuevo cómic.
En 1995, Disney lanzó una película para video titulada Gargoyles the Movie: The Heroes Awaken, la cual consta de los cinco primeros capítulos condensados en uno solo.

## Cómics

### Marvel
En 1995 Marvel emitió una serie de cómics de Gargoyles que tuvo 11 números. Una duodécima edición, titulada "The Day the Sun Kissed the Earth!!" se anunció al final del número 11, pero nunca se publicó. Los cómics no seguían directamente la continuidad de la serie, pero sí hicieron referencia a eventos específicos que tuvieron lugar dentro de esta. El cómic de Marvel se ocupó en gran medida en historias sobre los experimentos hechos por Xanatos para crear bestias y máquinas que pudieran derrotar a las Gárgolas. Greg Weisman, el cocreador de la serie de televisión, fue consultado para asegurarse de mantener ciertos límites en la trama aunque no tuvo una participación directa en el desarrollo de los cómics.
Weisman finalmente fue contratado como escritor para el cómic, pero Marvel cerró el trato con Disney antes de que su trabajo pudiera ser producido. Weisman todavía tenía su guion inédito para el cómic, y finalmente lo usó para el número 6 de la serie de cómics Gargoyles: Clan-Building de SLG comic.

### Slave Labor Graphics
El 21 de junio de 2006, Slave Labor Graphics, en asociación con CreatureComics, comenzó a producir un nuevo cómic de Gargoyles escrito por el creador de la serie Greg Weisman. Él escribió la serie de cómics como una secuela directa de la primera y segunda temporada, ignorando la tercera temporada y contando, en su lugar, su historia preferida. El cómic continúa la historia de la serie animada, siguiendo inmediatamente después del final de la segunda temporada, "La luna del cazador, Parte III". Los dos primeros números adaptaron el primer episodio ("The Journey") de la temporada The Goliath Chronicles, el único episodio de la temporada tres que escribió Weisman. El 28 de noviembre de 2007 sale a la venta el primer cómic de la serie anexa oficial Bad Guys. Se anuncia como una serie limitada de 6 números, en blanco y negro. Los cómics sólo están disponibles en inglés.
En agosto de 2008 Greg Weisman anunció que Slave Labor Graphics no renovaría su licencia de Gargoyles después de que caducara el 31 de agosto de 2008, debido a que Disney aumentó sus tarifas de licencia. Los dos últimos números de Bad Guys y el número cuatro de Gargoyles se lanzaron en las tiendas de cómics que recopilaron ambas series en agosto de 2009. Weisman también declaró que el presidente de SLG, Dan Vado, no había renunciado a la franquicia Gargoyles y esperaba seguir con la idea de las novelas gráficas de Gargoyles en el futuro.

### Joe Books
El 24 de diciembre de 2015, Aaron Sparrow reveló que Gargoyles se adaptaría a una serie de cómics de cine publicada por Joe Books Inc. Originalmente, el primer volumen estaba destinado a ser lanzado el 30 de marzo de 2016, adaptando los episodios de cinco partes "Awakening" de la primera temporada, y el segundo volumen habría adaptado los siguientes cuatro episodios ("The Thrill of the Hunt", "Temptation", "Deadly Force" y "Enter MacBeth") siguiendo al piloto. Sin embargo, el 29 de septiembre de 2017, Joe Books Inc. confirmó que la cinestoria ha sido cancelada.

## Lanzamientos en video para el hogar
Los cinco episodios piloto "Awakening", editados en una sola película bajo el título Gargoyles the Movie: The Heroes Awaken, fueron lanzados en VHS y Laserdisc el 31 de enero de 1995 por Buena Vista Home Video. Los siguientes casetes de VHS se lanzaron posteriormente con los episodios restantes de la primera temporada:
| Nombre del VHS       | Títulos de los episodios                | Fecha de lanzamiento  | Número de Stock |
| -------------------- | --------------------------------------- | --------------------- | --------------- |
| The Hunted           | "The Thrill of the Hunt" y "Temptation" | 11 de octubre de 1995 | 5968            |
| The Force of Goliath | "Deadly Force" y "Enter Macbeth"        | 11 de octubre de 1995 | 5969            |
| Deeds of Deception   | "The Edge" y "Long Way to Morning"      | 9 de abril de 1996    | 6713            |
| Brothers Betrayed    | "Her Brother's Keeper" y "Reawakening"  | 9 de abril de 1996    | 6714            |

Los episodios del 6 al 13 permanecen intactos, excepto por la eliminación del segmento "Anteriormente en Gárgolas ..." en el episodio Enter Macbeth.

### DVD
En el año 2004, Walt Disney Home Entertainment lanzó la primera temporada completa de Gargoyles en DVD para la Región 1 por el décimo aniversario de su estreno. La primera mitad de la segunda temporada fue lanzada en diciembre de 2005. El 25 de junio de 2013, se lanzó el volumen dos de la segunda temporada exclusivamente a través de Disney Movie Club.
Ambos DVD vienen con audio y subtítulos en inglés.
| Nombre del DVD                       | Episodios | Fecha de lanzamiento   | Contenido adicional |
| ------------------------------------ | --------- | ---------------------- | --- |
| Gargoyles: The Complete First Season | 13        | 7 de diciembre de 2004 | - The Gathering of the Gargoyles - Original show pitch by Greg Weisman - Audio commentary on episodes 1–5.                                            |
| Gargoyles: Season 2, Volume 1        | 26        | 6 de diciembre de 2005 | - Episode introductions with Greg Weisman - The Gathering of Cast and Crew featurette - Audio commentary on the "City of Stone" episodes (parts 1–4). |
| Gargoyles: Season 2, Volume 2        | 26        | 25 de junio de 2013    | |

Esta serie ha reunido muchos fanes, quizá más que cualquier otra de Disney. Por lo mismo, Disney reconoció esto escogiendo a Gargoyles como su primera serie animada para lanzarla en DVD en el formato de paquete con una temporada o parte de ella.

### Transmisión en línea
El 14 de octubre de 2019 se confirmó que las tres temporadas de Gargoyles estarán disponibles para su emisión en el servicio de transmisión Disney+.

## Influencias
El creador de la serie, Greg Weisman, un exprofesor de Inglés, ha manifestado que su objetivo es incorporar a la serie todos los mitos y leyendas que sean posibles. Una fuerte influencia fue Shakespeare, de donde se pueden apreciar varios personajes e historias.
Weisman también considera, entre muchas otras influencias, el impacto que tienen las series Gummi Bears y Hill Street Blues en la serie. La última en particular inspiró el formato tipo rompecabezas de la serie y los 30 segundos de "anteriormente en Gárgolas..." que aparecen al principio de la mayoría de los capítulos. Originalmente la serie iba a ser orientada a la comedia, para un público infantil (como los Gummi Bears), pero con el paso del tiempo le fueron dando un tono más oscuro y serio para dar paso a lo que hoy conocemos.
Algunos aspectos de la serie Bonkers, en la cual Weisman ayudó en su desarrollo, también influenciaron al show de alguna manera. Lo más notorio es la relación de Bonkers (que es un dibujo animado policía), con su compañero humano, que fue utilizada como patrón para la relación entre la gárgola Goliath y la detective Elisa Maza. Igualmente se usó La Bella y la Bestia, la cual es referencia directa en el capítulo de la segunda temporada "El ojo del Espectador", donde Elisa se disfraza de La Bella para Halloween y camina tomada del brazo por las calles con Goliath.

## Videojuegos
- En 1995, un videojuego de plataformas basado en la serie fue lanzado por Buena Vista Interactive exclusivamente para la consola Sega Genesis y solo en los Estados Unidos. La trama involucra al Ojo de Odín intentando destruir el mundo y Goliath debía detenerlo.

- El juego LCD portátil, titulado Gargoyles – Night Flight, fue lanzado por Tiger Electronics en 1995 en China.[18]

## Series anexas oficiales
Weisman y su equipo de desarrollo, antes de la cancelación de Gárgolas, planearon realizar varias series anexas donde aparecieran algunos personajes de la serie, y también seguir con la historia del clan de Manhattan. Solo uno de los proyectos entró al desarrollo activo: La serie Bad Guys, de la cual un script animado fue producido.
- Timedancer -- Una historia sobre Brooklyn siendo capturado por la Puerta del Fénix, que fue lanzada a la deriva en la corriente del tiempo por Goliath. Esta serie detalla el viaje de Brooklyn en el tiempo por 40 años (20 años biológicamente para una gárgola), mientras trata de controlar la puerta y volver a Manhattan. Durante sus viajes, visita Xanadu, China donde obtiene su mascota (bestia gárgola) Fu-Dog, visita también el futuro, donde él y Fu-Dog colaboran en la pelea contra los Space-Spawn, y también va al Japón feudal, donde encuentra a su futura pareja Katana. Ellos vuelven a Manhattan solo 5 minutos después de su partida junto con sus hijos Nashville y Tachi. La serie podría haber incluido a un Archimago mejorado y a Caliban (de la obra de Shakespeare La Tempestad) como antagonistas, y además mostraría como Brooklyn, Puck, Mary y Finela ayudaron a Xánatos y Démona con su alianza que liberaría a las gárgolas de su sueño de piedra.

- Pendragon -- Una historia sobre el rey Arturo y la gárgola inglesa Griff buscando al mentor de Arturo Merlin, el hijo biológico de Oberon y una mujer mortal. En el camino se topan con los Illuminati y el viaje pasa por lugares como Tintagel, Stonehenge, y la Antártida. Ellos encontrarían al mago y a un cuarto personaje, Blanchefleur, la exesposa del rey Fisher. Arturo también podría haber buscado el Santo Grial que estaría en manos de los líderes de los Illuminati y al final de sus viajes podría haber fundado el reino de Nuevo Camelot en la Antártida, que también se convertiría en el lugar de un clan de gárgolas.

- Dark Ages -- Una precuela que trataría sobre el clan original de Wyvern. Podría haber cubierto el período entre la construcción del Castillo Wyvern y terminado con la masacre. Esta serie trataría el desarrollo de Goliath, Démona, Hudson, Coldstone/Othello, Coldfire/Desdemona, Coldsteel/Iago, El Archimago, El Príncipe Malcom, el Capitán de la Guardia y también de la pareja de Hudson y su hija Hippolyta, quienes habrían sido asesinadas al final de la serie. Algunos eventos importantes incluirían la construcción del Castillo Wyvern, el asunto de Malcolm y las gárgolas participando en la Guerra Civil Escocesa que llevaría al hermano de Malcom Kenneth a convertirse en rey de Escocia, y cómo se formó la alianza entre Malcom y el Archimago.

- Bad Guys -- Una serie que presenta a ex enemigos de las Gárgolas reunidos por El Director. El equipo podría ser liderado también por Robyn Canmore, una de los cazadores, y podría haber incluido a Dingo (un exmiembro de La Manada), La Matriz, Yama del clan de Ishimura (expulsado por lo que hizo en Bushido) y Colmillo (uno de los mutantes). Todos los miembros del equipo habrían sido chantajeados para unirse a Robyn. Dingo sería buscado por la ley de Estados Unidos, y Yama por el secreto de su clan que vive en Ishimura. El objetivo principal del equipo sería combatir contra los Illuminati y podría mostrar a varios miembros redimiéndose. Podría existir también un romance entre Dingo y Robyn cuyos descendientes (los Monmouths) podrían entrar en conflicto con los Castaways y los Quarrymen en el futuro. De todas las series anexas, esta fue la única que casi se hizo antes de ser cancelada y su script animado lo muestran cada año durante el evento The Gathering.

- Gargoyles 2198 -- Una serie ambientada en el futuro del universo Gárgolas. El año 2198 la tierra sería invadida por los Space-Spawn, quienes han raptado al nuevo clan de la isla Queen Florence junto con sus líderes humanos y gárgolas y además robaron la Matriz Maestra (una especie de computador mundial que además controla el clima de New Camelot) situada en la Antártida. Los personajes principales serían Sansón, el descendiente de Goliath a través de Ángela y el líder de facto del clan de Manhattan, Dalila, probablemente un clon de la gárgola creada por Sevarius, y Zafiro, un descendiente del clan Maya de Guatemala. También se podrían unir Owen, incapaz de transformarse en Puck debido al hecho de que Alexander, ahora líder de las naciones unidas, ha sido secuestrado por los Space-Spawn, Démona, Nick Maza, un descendiente del hijo adoptado de Goliath y Elisa y de la familia Natsilane, un "Timedancer" Brooklyn del pasado acompañado por Fu-Dog, Nokkar de N'Kai quien ha fallado en su labor de detener la conquista de los Space-Spawn y además dos robots muy semejantes a Lexington, quienes ahora están sin guía debido a que la Matriz Maestra fue robada. El equipo tendría que enfrentarse principalmente con los Space-Spawn y con los Illuminati, quienes colaboran con los Space-Spawn, y los Quarrymen quienes culpan a las gárgolas de la invasión. El elenco podría ser dividido, mandando a Nokkar, Démona, Nick Maza, Zafiro y uno de los robots Lexington a pelear en contra de los Space-Spawn.

- The New Olympians -- Una serie que trataría sobre los Nuevos Olímpicos presentados en el episodio de Gárgolas del mismo nombre (una raza mitad faérica, mitad mortal) y su relación con los humanos después de que hicieran contacto con las Naciones Unidas. Los personajes principales serían Taurus (el minotauro jefe de seguridad de Nueva Olimpia y el nuevo embajador para el mundo humano), Talos (un robot Neo-olímpico que aconseja a los Nuevos Olímpicos debido a que fue construido miles de años atrás en la Grecia antigua por Daidalus), Esfinje (un joven estudiante Neo-olímpico) y Terry Chung (una humana que queda atrapada en Nueva Olimpia e incita a los Nuevos Olímpicos a hacer contacto con la humanidad). Los Nuevos Olímpicos en sí serían divididos en tres facciones, unos compuestos por los que aún temen a la humanidad (Ekidna, Kiron, y uno de los hijos de Boreas), otros compuestos por los que quieren que la humanidad los adore de nuevo (Helios, Jove) y los últimos compuestos por aquellos que sólo desean coexistir (Taurus, Talos, Boreas). Como la serie Gárgolas, esta serie podría haber tenido un romance inter especie entre Esfinje y Terry en la línea de una relación como la de Romeo y Julieta.
  - Los Nuevos Olímpicos se inspiran en las historias Inhumanos y Los Eternos de Marvel Comics y Nuevos Dioses de DC Comics.

Inicialmente hubo una intensa especulación sobre las intenciones de los productores de continuar la serie, pero mucho ha sido desmentido por Weisman en el foro "Ask Greg". Sin embargo, Weisman también ha revelado algunos de sus propios planes para el show si hubiera continuado.
Como ninguna otra serie ha entrado en producción desde la cancelación de Gárgolas, han surgido esfuerzos organizados de parte de los fanes para realizar historias sobre Pendragon, Timedancer, Bad Guys y Dark Ages.
Weisman también ha dicho que incluirá elementos de estas series en el cómic actual, pero no ha querido entrar en detalles. [cita requerida]

## Fandom

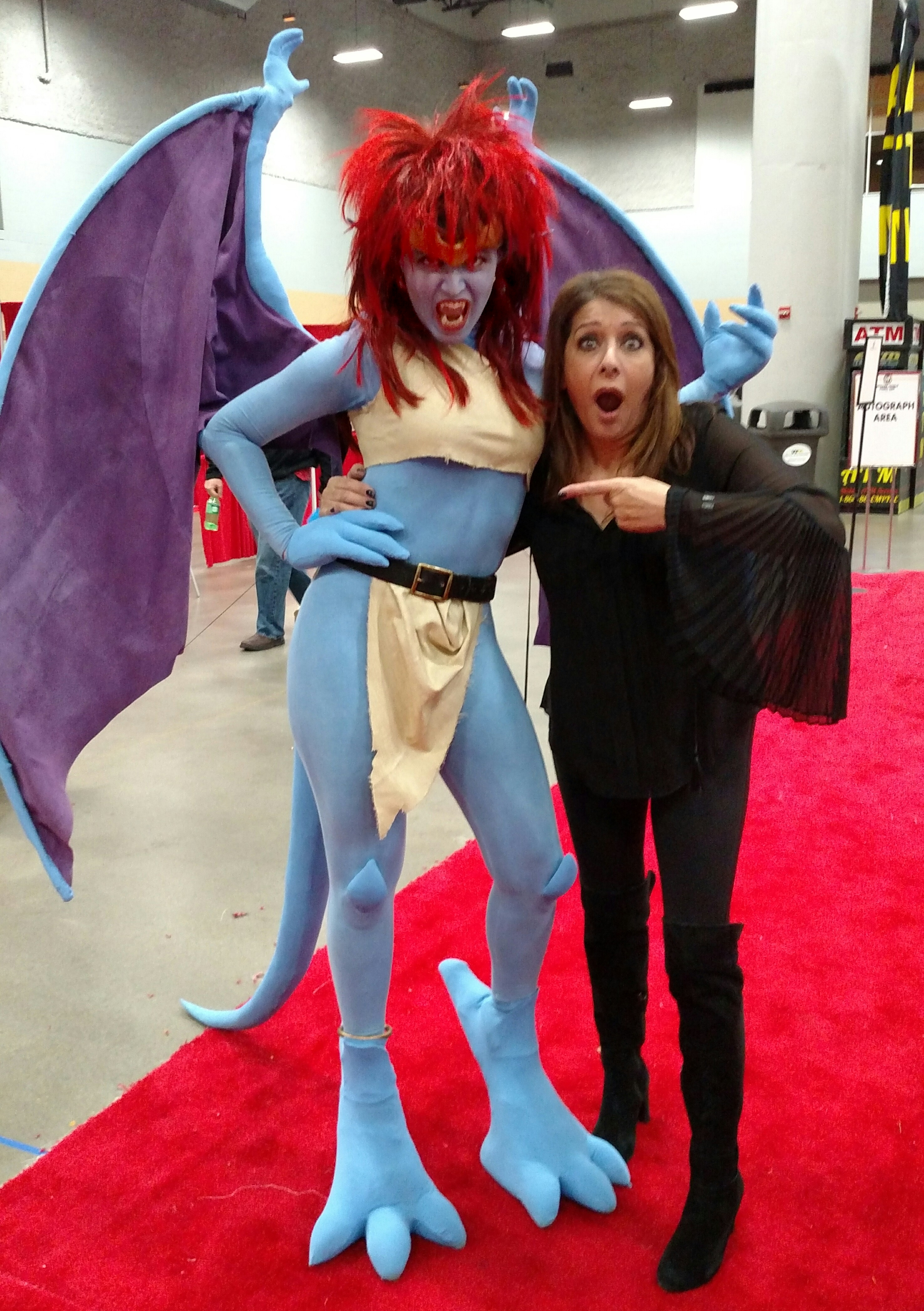
La cosplayer "Ezmeralda Von Katz" como Demona con la actriz que le dio voz Marina Sirtis, en la convención Wizard World Des Moines 2017.

### Comunidad
Después de su cancelación, se desarrolló una base de fanáticos leales por la serie de televisión.
En 1997, Weisman comenzó a responder preguntas de los fanáticos sobre la serie en un foro en línea llamado Ask Greg, revelando, entre otras cosas, detalles de la producción sobre la serie, detalles sobre los personajes en el universo de la serie, y sus planes para la propiedad si no hubiera sido cancelada o si pudiera revivirla en el futuro. Entre otras revelaciones, Weisman ha detallado spin-offs para la serie que alcanzaron varias etapas de desarrollo, incluyendo Bad Guys (para lo cual se produjeron un leica reel y cómics), Gargoyles 2198, Timedancer, Pendragon, Dark Ages y The New Olympians.

### Historias de fanáticos
Debido al descontento por la desviación de la tercera temporada de los planes de Greg Weisman, los fanáticos crearon una temporada virtual, The Gargoyles Saga, para continuar la historia y crear historias sobre las series anexas Timedancer, Pendragon y Dark Ages.

### Convención
The Gathering of the Gargoyles es una convención anual que comenzó en 1997 y finalizó en 2009. El encuentro contaba con varios invitados habituales involucrados en la franquicia Gargoyles incluyendo al cocreador de la serie Greg Weisman, Keith David (la voz de Goliath), y Thom Adcox (la voz de Lexington). En esta convención se realizaban una serie de eventos tales como radioteatros, donde los asistentes audicionaban y tomaban roles de diálogo, un baile de disfraces donde los asistentes se disfrazaban de su personaje favorito, cosplays y una exposición de arte donde los numerosos artistas del fandom podían exhibir o vender sus obras de arte. En el pasado Weisman ha mostrado el leica reel de Bad Guys en el encuentro. También había lugares donde los invitados especiales podían hablar con los fanáticos. Los metrajes y las entrevistas del encuentro de 2004 aparecen como una característica adicional en el DVD de la primera temporada de la serie.
CONvergence 2014 presentó un tema relacionado con Gargoyles con muchos invitados de la serie, incluido Greg Weisman, Thom Adcox, Marina Sirtis, C. Robert Cargill, Scott Lynch, Amy Berg, y Emma Bull. Es una convención de cuatro días celebrada en Bloomington, Minnesota, durante el fin de semana del 4 de julio. Fue hecha para celebrar el vigésimo aniversario de la serie.